# Proctacanthella wilcoxi
Proctacanthella wilcoxi är en tvåvingeart som beskrevs av Stanley Willard Bromley 1935. Proctacanthella wilcoxi ingår i släktet Proctacanthella och familjen rovflugor.
Artens utbredningsområde är Texas. Inga underarter finns listade i Catalogue of Life.